# Aechmea downsiana
Aechmea downsiana är en gräsväxtart som beskrevs av Colin Stephenson Pittendrigh. Aechmea downsiana ingår i släktet Aechmea och familjen Bromeliaceae. Inga underarter finns listade i Catalogue of Life.